# (108) Hècuba
(108) Hecuba és un asteroide pertanyent al cinturó exterior d'asteroides descobert el 2 d'abril de 1869 per Karl Theodor Robert Luther des de l'observatori de Düsseldorf-Bilk, Alemanya.
Està nomenat per Hècuba, un personatge de la mitologia grega.

## Característiques orbitals
Hecuba orbita a una distància mitjana de 3,238 ua del Sol, podent allunyar-se fins a 3,417 ua. Té una inclinació orbital de 4,221° i una excentricitat de 0,05538. Triga 2.128 dies a completar una òrbita al voltant del Sol.